# コンパクトビデオカセット
コンパクトビデオカセット（Compact Video Cassette、CVC）は、船井電機とテクニカラーが1980年に開発した家庭用ビデオ規格である。ビデオカメラ（カムコーダ）用として広く普及した。このフォーマットのVCRの最初のモデルはModel 212で、1980年に船井電機とテクニカラー両社がホームビデオ市場にこのフォーマットを製造・導入するために合弁会社を設立して発表した。VTRと携帯型ビデオカメラを含むこのシステムは、当時としては非常に小型で軽量だった。

## 概説
CVCフォーマットは、8ミリビデオカセットに似たサイズのカセットを使い、6.5ミリ幅の磁気テープを装填した。リールをフランジで囲む他の多くのビデオ・カセット・フォーマットとは異なり、CVCカセットはコンパクト・カセットに似たフランジのないテープ・ハブを採用し、よりスペース効率のよい設計となった。当初は30分のV30テープのみで、後にV45（45分）とV60（60分）が発売された。このフォーマットは、NTSC、PAL、SECAMテレビシステム用に発売された（カセットには「VExx」のラベルが貼られた）。